# Mut'ib bin 'Abd al-'Aziz Al Sa'ud
Mutʿib bin ʿAbd al-ʿAzīz Āl Saʿūd, (in arabo متعب بن عبد العزيز آل سعود‎?) (Riad, 1931 – Riad, 2 dicembre 2019), è stato un principe, politico e imprenditore saudita, membro della famiglia reale Āl Saʿūd.
Era considerato uno dei migliori alleati di re ʿAbd Allāh.

## Primi anni di vita ed educazione
Il principe Mutʿib è nato a Riyad nel 1931, diciassettesimo figlio di re ʿAbd al-ʿAzīz. Egli era fratello germano dei principi Manṣūr, Mishʿal e della principessa Qumash morta il 26 settembre 2011.  La loro madre era una donna armena, Shahīda (morta nel 1938), che si dice fu una delle mogli preferite del re.
Mutʿib ha ricevuto l'istruzione primaria e secondaria a Riyad. Poi andò in California per l'istruzione universitaria.

## Carriera
Mutʿib ha servito come vice ministro della Difesa dal 1951 al 1956 quando suo fratello Mishʿal era ministro. In seguito ha servito come governatore della provincia della Mecca dal 1958 al 1961. Lui e il fratello maggiore Mishʿal sono stati estromessi dai loro incarichi da re Saʿūd, ma hanno riottenuto un incarico ufficiale nel 1963 da re Fayṣal, che affidò loro i ruoli di vice governatore e governatore, rispettivamente. È interessante notare che entrambi si sono dimessi dagli incarichi nel 1971 per ragioni che non sono del tutto chiare.
Poi, Mutʿib è entrato nel Gabinetto saudita dalla fine del 1975 come ministro dei Lavori Pubblici e degli Alloggi, fino al 1980, primo a detenere tale incarico. La sua nomina e quella del principe Mājid come ministro delle Municipalità e degli Affari Rurali da parte di re Khālid era una mossa per ridurre il potere dei "Sette Sudayrī" nel governo.
In seguito ha servito come Ministro degli Affari Municipali e Rurali dal 1980 al 2009, quando si è dimesso dall'incarico ed è stato sostituito dal figlio, il principe Manṣūr dal novembre 2009. Il principe Mutʿib è considerato da molti corrotto.

## Attività commerciali
Il principe Mutʿib ha straordinariamente beneficiato dei progetti agresti del suo paese. Aveva anche il diritto, concessogli dal padre, a buona parte dei ricavi della pesca del Regno. Poi, dopo la fondazione della Società nazionale della pesca, fondata dalla Casa reale, ne è divenuto socio. Il principe Mutʿib è azionista della società immobiliare Société Générale d'Entreprises Touristiques che è presieduto da Walid Saab. Ha anche una ditta di bevande.

## Vita personale
Mutʿib attualmente viveva nella Trump Tower di New York, dove possedeva un intero piano dell'edificio. Suo figlio Mansur è stato ministro delle municipalità e degli affari rurali dal 2009 al 2015.
Mutʿib era tutore del principe Ṭalāl bin Manṣūr (nato nel 1951), figlio del suo defunto fratello, il principe Manṣūr. La figlia del principe Mutʿib, Nawf, sposò il principe Ṭalāl. Ella morì a Riyad, all'età di 34 anni nel febbraio 2001.
Nel 2013, il principe Mutʿib era il 98° arabo più ricco al mondo con un patrimonio netto di 110.100.000 di dollari.

## Morte e funerale
Il principe è morto a Riad il 2 dicembre 2019 a causa di una malattia. Le preghiere funebri si sono tenute il giorno successivo nella moschea Imam Turki bin Abd Allah di Riad dopo la preghiera del pomeriggio e poi nella Grande Moschea di La Mecca dopo la preghiera della sera alla presenza di re Salman. La salma è stata poi sepolta nel cimitero al-Adl della città.